# 宾汉流体

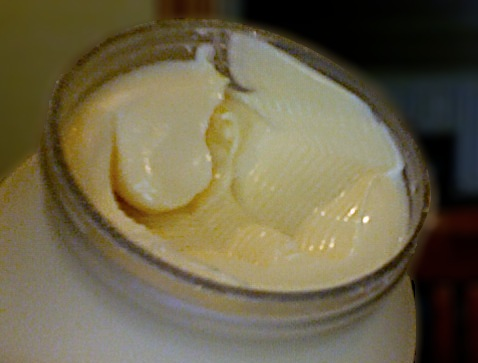
蛋黄酱是宾汉流体材料. 表面有脊和峰，这是因为它是正处于低剪切应力下的宾汉流体.

宾汉流体（也称宾汉塑性流体或宾汉塑料），是非牛顿流体的一种，通常是一种粘塑性材料，在低应力下，它表现为刚性体，但在高应力下，它会像粘性流体一样流动，且其流动性为线性的。牙膏是宾汉流体的典型例子，需要有一定的压力作用在牙膏上，才挤得出牙膏。
当作用在液体上的剪应力达到最小剪应力时，这些流体便处于流动状态。如在用油漆刷墙时，刷墙的磙子给与油漆以足够的外力，使油漆处于流动状态并作为粘性体附着在墙壁上而不会滞留在磙子上；当油漆离开磙子并不继续受到外力影响时，便处于普通的弹性体状态附着在墙壁上不再流动。
它的数学形式最早由尤金·宾汉提出，所以被命名为宾汉流体
，在钻井工程中和淤浆的处理方面，它被用作一个普遍的泥浆流动的数学模型。
宾汉流体的数学形式描述为:
{\displaystyle \tau =\eta {\frac {dv}{dy}}+\tau _{0}}
其中{\displaystyle \tau }为剪应力，{\displaystyle {\frac {dv}{dy}}}为剪应速度，{\displaystyle \eta }为运动粘性系数。
上式表明，此流体只有在达到一个最小剪应力{\displaystyle \tau _{0}}的临界值才开始流动。 低于此临界值 {\displaystyle \tau _{0}} 宾汉流体表现为普通的弹性体。

## 定义
当剪切应力τ，低于某一临界值时，宾汉流体是一种具有弹性的固体，一旦超过临界剪应力（或“屈服应力”），该材料在流动时，剪切速率∂u /∂y（定义在粘度上的文章）与剪切应力超过屈服应力的部分成正比：
{\displaystyle {\frac {\partial u}{\partial y}}=\left\{{\begin{matrix}0&,\tau <\tau _{0}\\(\tau -\tau _{0})/{\mu _{\infty }}&,\tau \geq \tau _{0}\end{matrix}}\right.}

## 解释

图一. 宾汉塑性流体的性质

图二. 目前最常用的宾汉塑性流体性质图

如图一所示，红色一个普通的牛顿流体的行为，例如，在管道中。如果在一端的管中的压力增加，这将产生一个剪应力使液体流动，并且体积流速也会对应的增加。然而，对于宾汉塑性流体而言（蓝色），只有剪应力达到一定值（屈服应力）后，它才会像牛顿流体一样出现粘性流动。这是大致的方式，宾汉提出他的观察，并且在涂料的实验研究
中对这一性质进行了研究。
图二是我们最常见的图
，此图横坐标是剪切速率，纵坐标是剪应力。 其中体积流量的大小取决于管道，剪切速率是表示速度是如何随距离而变化的，它是与流量成比例的，但不依赖于管的尺寸。和前面一样，牛顿流体的流动，剪切速率提供了一定的剪切应力。然而，宾汉流体并没有表现出任何剪切速率（没有流动，从而没有速度），直至达到一定目标应力，才会开始产生剪切速率。对于牛顿流体，这条线的斜率，这是唯一的参数来描述其流动所需的粘度。相比之下，宾汉流体而言，则需要两个参数，屈服应力和直线的斜率（表观粘度）。

## 摩擦系数公式
在流体流动中，如何在一个既定的管道网络中计算其压力降是一个普遍的问题
。也就是说一旦知道了摩擦系数f，处理不同的管道流动问题就变得更容易。计算压力降是为了评价抽水成本或者是在一个给定压力降的管道网络中去算其流速。在非牛顿流体流动中，它是很难用来精确计算摩擦系数的，因此它只有用来近似计算摩擦系数。对于一个给定的流动中，一旦摩擦系数被计算出来，就可以通过达西-魏斯巴赫公式很快的确定它的压力降：
{\displaystyle \ f=\ {2h_{f}gD \over LV^{2}}}
其中：
- hf为沿程水头损失（SI单位：米）
- f达西摩擦系数（SI单位：无量纲）
- L管道长度（SI单位：米）
- g为重力加速度（SI单位：米/秒²）
- D为管道内径（SI单位：米）
- V为平均流体速度（SI单位：米/秒）

### 层流
在一个完全充满的层流管中，白金汉第一个公开发表了它的摩擦损失
。白金汉-莱纳方程，可以写成一个无量纲的形式如下：
{\displaystyle \ f_{L}=\ {64 \over Re}\left[1+{He \over 6Re}-{64 \over 3}\left({He^{4} \over {f}^{3}Re^{7}}\right)\right]}
- f是层流摩擦系数（SI单位：无量纲）
- Re是雷诺数（SI单位：无量纲）
- He是Hedstrom数（SI单位：无量纲）

而：
{\displaystyle \mathrm {Re} ={\rho {\ V}D \over {\mu }}}
{\displaystyle \mathrm {He} ={\rho {\ D^{2}}{\ \tau _{o}} \over {{\mu }^{2}}}}
这里：
- {\displaystyle {\mathbf {\rho } }} 是液体的质量密度(SI 单位: kg/m3)
- {\displaystyle {\mathbf {\ } \mu }} 流体的粘度是动态的(SI 单位: kg/m s)

### 湍流
达比和梅尔森提出了个经验方程式，这个方程在后来被他们改进了： 
{\displaystyle \ f_{T}=\ {10^{a}}\ {Re^{-0.193}}}
- {\displaystyle {\mathbf {\ } f_{T}}} 是湍流摩擦系数(SI单位，无量纲)
- {\displaystyle \ a=-1.47\left[1+0.146{\ e^{-2.9\times {10^{-5}}He}}\right]}

## 白金汉-莱纳方程的近似方程
虽然白金汉-莱纳方程的可以得到一个精确的值，但它是一个四阶多项式方程，计算比较复杂，因此，研究人员一直试图得到一个白金汉-莱纳方程的近似方程。

### Swamee-Aggarwal方程
这个方程是用来直接解决处于层流的宾汉塑料的达西-魏斯巴赫摩擦系数f
，这是一个白金汉-莱纳方程近似的方程，但是它的值与实验数据时有差异的。方程如下：
{\displaystyle \ f_{L}=\ {64 \over Re}+{10.67+0.1414{({He \over Re})^{1.143}} \over {\left[1+0.0149{({He \over Re})^{1.16}}\right]Re}}\left({He \over Re}\right)}

### 丹麦库马尔解决方案
丹麦等已经提供了一种明确的步骤来计算摩擦系数，它是通过Adomian分解法来实现的。这个摩擦系数包括两个方面：
{\displaystyle f_{L}={\frac {K_{1}+{\dfrac {4K_{2}}{\left(K_{1}+{\frac {K_{1}K_{2}}{K_{1}^{4}+3K_{2}}}\right)^{3}}}}{1+{\dfrac {3K_{2}}{\left(K_{1}+{\frac {K_{1}K_{2}}{K_{1}^{4}+3K_{2}}}\right)^{4}}}}}}
这里：
{\displaystyle \ K_{1}=\ {16 \over Re}+{16He \over 6{Re^{2}}}}
{\displaystyle \ K_{2}=\ -{16{He^{4}} \over 3{Re^{8}}}}

## 流体的联合方程

### 达比-梅尔森方程
1981年，达尔和梅尔森用丘吉尔方法
得到了一个适合所有流态的摩擦系数方程：
{\displaystyle \ f=\ {\left[{f_{L}}^{m}+{f_{T}}^{m}\right]}^{1 \over m}}
这里:
{\displaystyle \ m=\ 1.7+{40000 \over Re}}
我们结合Swamee-Aggarwal 方程和达尔-梅尔森方程可以得到一个可以解决任何流体时的宾汉流体材料的摩擦系数的方程。在任何方程中，相对粗糙度不是一个参数，因为在粗糙管中流动的宾汉流体的摩擦系数是不灵敏的。